# Abraham Moses Mayländer
Abraham Moses Mayländer oder Moses Abraham Mayländer (geboren etwa 1760; gestorben am 11. Februar 1838 in Burgpreppach, Unterfranken) war ein deutscher Rabbiner.
Er leitete von 1816 bis 1838 eine damals in Kreisen der Rabbiner sehr bekannte Jeschiwa in Burgpreppach, wo er auch Ortsrabbiner war. Sein Vorgänger im Amt war Abraham Stein (Abraham Loeb Sulzdorfer-Stein, 1769–1846), der 1816 als Rabbiner nach Adelsdorf ging. Zu seinen Schülern gehörten unter anderen die späteren Distriktsrabbiner Gabriel Hirsch Lippman und Abraham Adler, der auch sein Nachfolger in Burgpreppach war. 
Er war verheiratet mit Reisel Mayländer (1765–1835).

## Weblink
- alemannia-judaica.de

| Personendaten    | Personendaten              |
| ---------------- | -------------------------- |
| NAME             | Mayländer, Abraham Moses   |
| KURZBESCHREIBUNG | deutscher Rabbiner         |
| GEBURTSDATUM     | um 1760                    |
| STERBEDATUM      | 11. Februar 1838           |
| STERBEORT        | Burgpreppach, Unterfranken |